# Picada Café
Picada Café (Kaffeeschneis), amtlich portugiesisch Município de Picada Café, ist eine Stadt im Bundesstaat Rio Grande do Sul im Süden Brasiliens. Die Bevölkerung wurde im Jahr 2020 auf 5738 Einwohner geschätzt, die Cafeenser (cafeenses) genannt werden und auf einer Gemeindefläche von rund 85,1 km² leben. Sie liegt etwa 80 km nördlich der Hauptstadt Porto Alegre. In der Gemeinde wird Riograndenser Hunsrückisch gesprochen. Sie ist Teil der Touristenstraße Rota Romântica (Romantische Straße).
Benachbart sind die Orte Nova Petrópolis, Santa Maria do Herval, Morro Reuter, Presidente Lucena und Linha Nova. Ursprünglich war Picada Café Teil der Munizipien Ivoti, Nova Petrópolis und Santa Maria do Herval.
Das Biom ist Mata Atlântica, das Klima subtropisch Cfa.